# سونتروست إندي شالنج 2007
سونتروست إندي شالنج 2007 (بالإنجليزية: 2007 SunTrust Indy Challenge)‏ هو سباق فورمولا 1
أقيم بتاريخ 30 يونيو 2007 في Richmond Raceway ‏، الولايات المتحدة، وكان السباق 9 من أصل 17 في سلسلة إندي كار 2007، وكان أول المنطلقين داريو فرانشيتي.
فاز بالمركز الأول  داريو فرانشيتي، وكان صاحب أسرع لفة دانيال ويلدون.